# Congreso Eucarístico (película)
Congreso Eucarístico es una película documental de Argentina filmada en blanco y negro que se estrenó el 26 de noviembre de 1935 en el Teatro Colón de Buenos Aires. El narrador de la película fue el locutor oficial del Congreso, monseñor Dionisio Napal

## Sinopsis
La película sigue el desarrollo del  XXXII Congreso Eucarístico Internacional  que se realizó en Buenos Aires, Argentina entre el 9 y el 14 de octubre de 1934 con la presencia de Eugenio Pacelli, futuro Papa Pío XII. Fue el primero en celebrarse en América Latina y el tercero en América después de los realizados en Montreal y Chicago.
Por la magnitud de las multitudes que asistieron a los actos públicos, nunca antes vistas, fue  el hecho de masas más importante del país hasta esa fecha y, para algunos historiadores, la movilización más grande que se haya producido en la Argentina hasta la fecha. 